# Partido do Centro (Islândia)
O Partido do Centro (islandês:Miðflokkurinn) é um partido centrista da Islândia.
Foi fundado em 2017 por Sigmundur Davíð Gunnlaugsson, como uma cisão do Partido do Progresso.
O presidente do partido é Sigmundur Davíð Gunnlaugsson, nascido em 1975.